# 폐비 김씨
폐비 김씨(廢妃 金氏)는 신라(新羅) 31대 신문왕(神文王)의 정비(正妃)이다. 신문왕의 새 왕비 신목왕후 김씨와는 사촌간이 된다.

## 생애
폐비 김씨(廢妃 金氏)는 김흠돌(金欽突)과 진광(晉光)의 딸로 태어났으며, 신문왕(神文王)이 태자 시절 태자비로 책봉되었고, 681년 남편이 왕이 되자 왕비로 책봉되었다. 김흠돌의 난(金欽突의 亂)으로 신문왕(神文王) 즉위 직후에 김흠돌(金欽突)이 모반 혐의로 숙청되면서 폐위되었다.
그가 폐출되고 새 왕비로 간택된 신목왕후 김씨(神穆王后 金氏) - 일길찬 김흠운(金欽運)과 요석공주의 딸로 김흠운은 그의 삼촌이었다.

## 가계
- 아버지 : 김흠돌(金欽突, ? ~681)
- 어머니 : 진광(晉光)
  - 남편 : 신문왕(神文王, 653?~692, 재위: 681~692)
- 시아버지 : 문무왕(文武王, 626~681 재위: 661~681)
- 시어머니 : 자의왕후 김씨(慈儀王后 金氏, ? ~681)

## 같이 보기
- 신문왕
- 김흠돌

천일야사 ㅡ 아역여배우가 역할을 했었다